# Huta Bagasan (Dolok Sanggul)
Huta Bagasan is een bestuurslaag in het regentschap Humbang Hasundutan van de provincie Noord-Sumatra, Indonesië. Huta Bagasan telt 1848 inwoners (volkstelling 2010).